# Antonia Senent Ibáñez
Mª Antonia Senent Ibáñez (València, 7 d'agost de 1893 ─ 26 de juliol de 1977), mestressa de casa. Es va casar amb Nicolau Primitiu Gómez Serrano el 6 d'abril de 1911, i van tindre cinc fills, Domènec (9-12-1912), Antonia (10-2-1914), Mª del Roser (6-7-1915), Primitiu (25-4-1917) i Amparo (22-11-1922), i va ser gràcies a la seua donació que la Biblioteca Nicolau Primitiu va passar a mans de l'Estat espanyol primer i posteriorment a la Generalitat Valenciana.
La Biblioteca Nicolau Primitiu
Al llarg de la seua vida, el patrici valencià va reunir una valuosa biblioteca, especialitzada en llibres de temàtica valenciana, de més de vint-i-cinc mil volums, dels quals huit són incunables, cent cinquanta-nou del segle xvii i molts altres dels segles posteriors. Es tracta d'una biblioteca iniciada al voltant dels anys 1916-1917, perfectament organitzada, amb un bon estat de conservació i actualitzada constantment.
Quan va morir Nicolau Primitiu Gómez, l'11 de novembre de 1971, i Mª Antonia Senent va passar a ser la propietària de la biblioteca. Encara que el seu marit no havia manifestat explícitament el destí que havien de tenir els seus llibres, Mª Antonia Senent, d'acord amb els fills i nets, decidiren posar a disposició de la societat valenciana la Biblioteca de Nicolau Primitiu mitjançant una donació.
La donació
Després d'estudiar les diverses possibilitats, i atesa la desconfiança que els produïen les institucions valencianes del moment, mancades de recursos econòmics, es decidí atorgar la donació a l'Estat espanyol, que es produí mitjançant el Reial Decret 1032/1978, de 14 d'abril, que en l'article primer afirma: «Se acepta la donación al Estado por dona Antonia Senent Ibáñez de la colección de libros que se detalla en el expediente».
La donació es va produir per la iniciativa i voluntat de tots els membres de la família Gómez Senent, formada pels quatre fills vius de Nicolau Primitiu, Antonia, Mª del Roser, Primitiu i Amparo, i pels fills de Domènec, que havia mort el 1972, Domingo, Carlos, Eliseo, Carmen i Víctor Gómez-Senent.
Condicions de la donació
El 8 de febrer de 1979 la família donant va signar un contracte de donació amb l'Estat espanyol en el qual s'establien unes condicions, a través de les quals es pretenia mantenir la unitat de la biblioteca i la seua preservació i millora. Cal destacar les següents:
- S'havia d'instal·lar en la Biblioteca Pública de l'Estat a València, situada en l'antic Hospital, en una secció especial denominada “Biblioteca Nicolau-Primitiu”.
- Els volums no podran segregar-se de la biblioteca i es conservaran adequadament.
- La Biblioteca no podrà eixir de la ciutat de València, llevat de casos excepcionals.
- El Ministeri de Cultura incrementarà la Biblioteca amb fons bibliogràfics escrits per valencians o de tema valencià.
- La Biblioteca Nicolau Primitiu estarà tutelada per un Patronat nomenat pel Ministeri de Cultura, format per representants de la família i de diverses institucions valencianes.

I finalment, la última de les condicions era una de les més significatives:
- En el moment de constituir-se la Generalitat valenciana, els donants autoritzaven al Ministeri per a transmetre la propietat i l'administració de la Biblioteca, amb les mateixes obligacions.

Així, mitjançant el Reial decret 846/1986, de 21 de març, els fons bibliogràfics de la Biblioteca Nicolau Primitiu es van transmetre a la Generalitat Valenciana.
Anys després, el febrer del 2010, el Consell va aprovar la modificació del nom de la Biblioteca Valenciana pel de Biblioteca Valenciana Nicolau Primitiu.